# Festuca magensiana
Festuca magensiana là một loài thực vật có hoa trong họ Hòa thảo. Loài này được Potztal mô tả khoa học đầu tiên năm 1958.